# Врачебный контроль в физкультуре и спорте
Врачебный контроль в физкультуре и спорте — комплекс мероприятий по медицинскому обеспечению людей, которые занимаются физкультурой и спортом.

## Применение
Указанный комплекс являлся неотъемлемой частью всей системы физического воспитания в СССР. Осуществлялся кабинетами в вузах, ссузах, добровольных спортивных обществах, ДЮСШ, а также врачами в медицинских учреждениях. Контроль за физическим воспитанием детей раннего и дошкольного возраста вели врачи детских поликлиник и консультаций, а за школьниками — школьные врачи. К этим врачам родители школьников обращались по всем возникающим у них вопросам физического развития детей. Контроль за физическим воспитанием при заболеваниях и методами ЛФК осуществляют ВФД. Объём и содержание медицинских обследований при указанном комплексе определялся контингентом тренировавшихся, а также характером тренировок. Чтобы решить вопрос о допуске к занятию физкультурой и спортом, а также проверки влияния этих занятий на состояние здоровья и физическое развитие, врачебные наблюдения осуществлялись за всеми лицами, занимавшихся по базовой программе в школах и учебных заведениях, а также сдававших испытания на значок «ГТО». Медицинское обследование учащихся средних школ и ПТУ осуществлялось в самом начале учебного года. Основой врачебного контроля во времена СССР было систематические медицинские обследования, при этом проводилась оценка физического развития и проверялось состояние нервной системы, органов кровообращения и дыхания. Женщины, для допуска на соревнования проходили также дополнительные гинекологические обследования. Необходимо было проходить медицинские обследования раз в год. Обследование учащихся ДЮСШ, а также спортсменов-разрядников как во времена бывшего СССР, так и в наши дни, проводится во ВФД. Перед официальными соревнованиями обязательны дополнительные медицинские осмотры.